# 近兼拓史
近兼 拓史（ちかかね たくし、1962年 - ）は、兵庫県神戸市長田区出身の映画監督・映画館経営者・ライター・マルチメディアプロデューサー。ヱビスシネマ。支配人。

## 人物
ウィークリー・ワールド・ニュース・ジャパン編集長、ラルース・パブリッシングCEO、ISMP（インターナショナル・スクール・オブ・モーションピクチャーズ）日本事務局長／インストラクター、社団法人ジェネリック家電推進委員会代表理事、日本映画監督協会理事、fm laLUZ（株式会社西宮エフエム放送）元代表取締役、FIM.AMAランドスピードレース世界チャンピオン（50cc+過給器クラス、125cc+過給器クラスで合計6つの世界最速記録を持つ）と多才な顔と肩書を持つ。

## 経歴

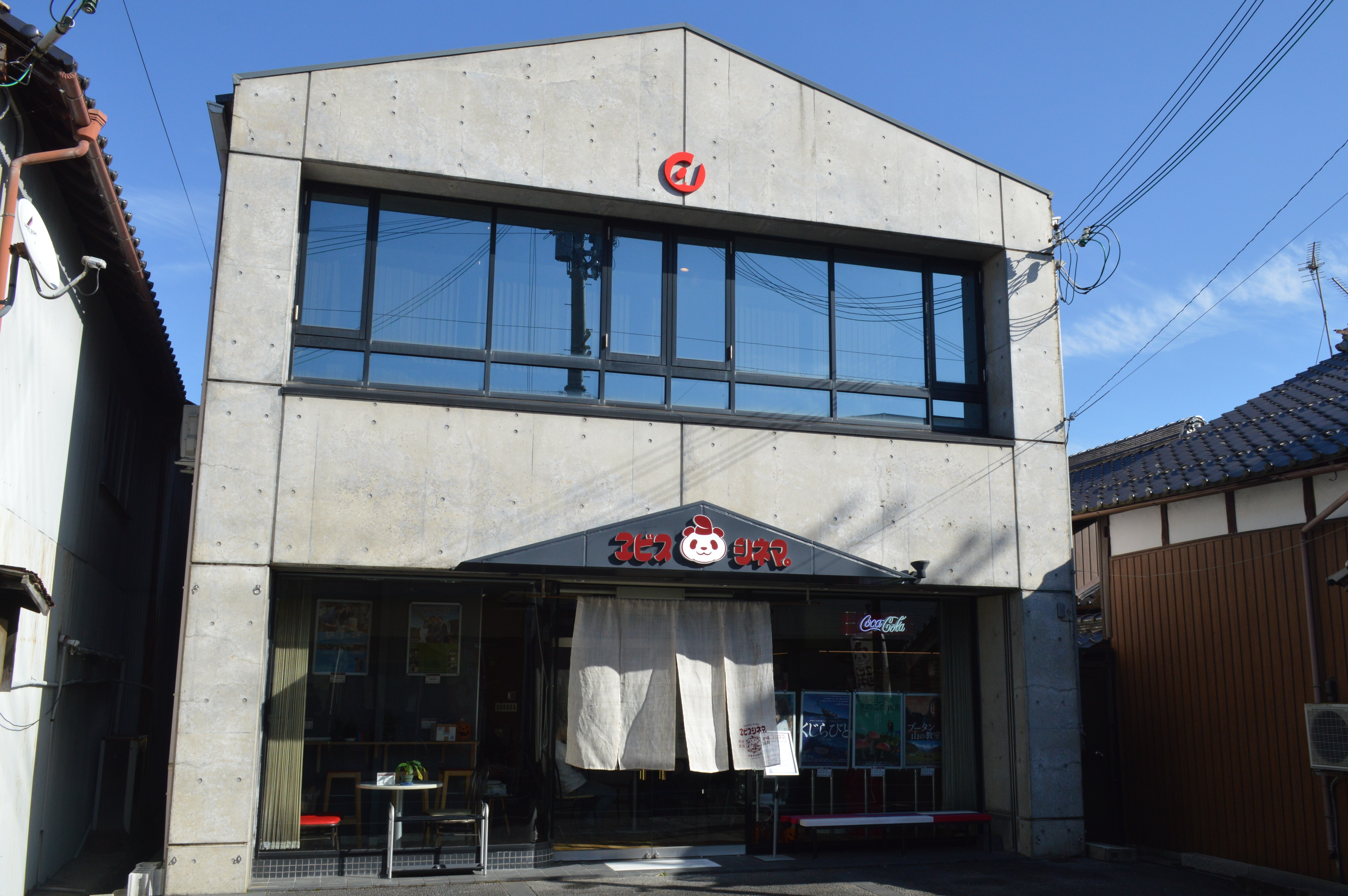
支配人を務めるヱビスシネマ。

1981年よりプロのレーシングライダーを目指し活動するも、練習中やレース等での幾多の転倒で、首や背骨、腰等を骨折。下半身不随のまま長期入院とリハビリ生活をおくることとなる。退院後も完全に機能回復はせず、選手生命を絶たれる。しかし、この数年間の苦悩と下半身の不自由さが、上半身だけでできる精神労働との出会い、ライターへの道を開くこととなる。
1985年よりフリーライターとして活動。『週刊プレイボーイ』での、世界を股に掛けたガチンコ体験ルポやスポーツ・ルポ、『モノ・マガジン』での、世界の匠のモノ作り記事等で脚光をあびる。
1990年、地元Kiss-FM神戸の設立より番組制作、脚本ライターに抜擢され、放送分野でも活動を開始する。又、自身のモータースポーツ経験を活かし鈴鹿8時間耐久ロードレースに、元全日本TT-F1チャンピオン徳野正樹を擁してチーム徳野with Kiss-FMとして参戦。長期ルポ番組を制作。自身の人脈を活かした、WGP世界チャンピオン、ワイン・ガードナー インタビュー等、全国放送を越える豪華なゲスト出演やライブ感あふれる内容が話題を集めた。
1993年、モータースポーツ企画の集大成として、自ら、FIMオーストラリアン・サファリラリーに出場。カワサキモータースジャパン他のサポートを受け、KSR-50（50cc）ベースの改造マシンで、世界最小のラリーマシンでのラリー出場として全世界の注目を集めた。オーストラリアの砂漠を縦断する過酷なコース設定に、多くの各国レース関係者が「1時間も持たない」「自殺行為だ」と、初日リタイヤを予測したが、下馬評を覆し走破。しかも撮影機材を携帯し、競技中に自ら競技シーンを撮影、レポートを録音する離れ業をやってみせ、各国メディア関係者を驚かせた。競技2日目にマシントラブルでリタイヤとなったが、ミニバイクの悪路走破能力の可能性を実証し、生の体験取材の迫力が多くの反響を呼んだ。なお、2日目リタイヤ後に左腕骨折が判明。ねぎらいの缶ビールも持てない状態で、「どうやって走っていたのか」とサポートスタッフをあきれさせた。ここでの過酷なサバイバル取材体験のスタイルが、今に至る単身での機動力を使った海外取材の原点となっている。
一方、国内外各地での取材を行ううち、フィリピンや雲仙岳等の幾度もの大規模自然災害に直面、都市防災をライフテーマとすることとなる。同年以降、自らの取材体験により、都市防災に対応できる唯一かつ最速のメディアとして、ラジオの可能性を提唱。有事に備えた1都市1ラジオ局設立運動を始める。
1995年の阪神・淡路大震災によって被災し、自宅や実家、事務所が全て全壊する。生活基盤の壊滅的なダメージを負うが、持論の確かさを実感。主な自身の活動地域であり、震災の主な被害地となった西宮市に、防災支援放送局として同年7月にFMラルースを開局。
1996年、株式会社西宮エフエム放送を設立。以後多くのボランティアスタッフと共に、数々の番組や新技術や新システムを開発。いち早くスタジオにビデオカメラを導入し、ラジオ放送に動画を加えたインターネットTV放送を開始。リアルネットワークス社の協力で、放送と通信の融合を行う先駆者として注目を集めた。同年発売の著書で「出版、放送、ウェブ等、各メディアの融合、ボーダーレス化」を予測。ラジオをキーメディアとしながら、ウェブや街灯ビジョンを利用した動画やアニメーションを制作配信する斬新なメディアミックススタイルは、国内外で大きな話題となった。一方、地域防災と地域コミュニケーションを重視するスタイルは、後進の多くのコミュニティFM局開局の指針となった。
1998年、西宮市や地元企業との協力で、第三セクターのさくらFMを設立。2001年までさくらFMの取締役として放送番組を制作した。
2002年、日米でライター、作家として本格復帰。
2003年、総合出版社としてラルース・パブリッシングを創設、大手出版社への寄稿のみならず、自社での図書出版も開始。
2005年、モノ・マガジンの年間大賞企画賞W受賞。以降、日米各社の商品開発及びプロデュースの現場に、ヒットメーカーとして重用を受ける。
2008年、永年の放送現場での経験を活かし、ハリウッドの映画学校ISMP（インターナショナル・スクール・オブ・モーションピクチャーズ）のインストラクター、日本事務局長に就任。週刊プレイボーイで「トンでもチャイナ事件簿」連載開始。
2009年7月、週刊プレイボーイで「世界トンデモ！ サイエンス特報」連載開始。
2010年7月、アメリカのタブロイド紙である『ウィークリー・ワールド・ニュース』（WWN）日本版編集長に就任。
2011年2月、WWNのユニークなニュース番組を、チバテレビ『おてんこしゃんこ』で『ウィークリーワールドニュース』として放送開始し、翌2012年3月にはサンテレビ『週末ココいこ！おっ！サンなび』で『SNN世界へんてこりんニュース』として放送開始。2014年7月にはラジオ大阪にて『近兼拓史のウィークリーワールドニュース』を放送開始。
2012年5月、ウクライナ・チェルノブイリを訪問。東日本大震災の支援のため、現地復興の切り札となったヒマワリのタネを輸入。ヒマワリによる物心両面での復興支援プロジェクト「ラルース・プロジェクト」をスタート。
2013年3月、苦悩する日本の中小優良家電メーカーのモノ作り支援し、景気の底上げを応援するジェネリック家電普及プロジェクトをスタート。同年10月、ジェネリック家電推進委員会、初代委員長に就任。
2019年8月、国際モーターサイクリズム連盟(FIM)・米国モーターサイクリスト協会(AMA)のボンネビル・モーターサイクル・スピード・トライアルにて、合計6つの世界最速記録を達成した。
2020年（令和2年）3月には丹波市氷上町の成松商店街にある元暴力団事務所の建物を取得し、2021年（令和3年）7月30日には自身が支配人を務める映画館（ミニシアター）のヱビスシネマ。を開館させた。2023年（令和5年）11月3日から11月16日、近兼が委員長を務める丹波国際映画祭実行委員会によって第1回丹波国際映画祭が開催された。

## 映画作品
- 『たこ焼きの詩』（2015年） - 監督・脚本。
- 『切り子の詩』（2016年） - 監督・脚本。
- 『恐竜の詩』（2018年） - 監督・脚本。
- 『痩馬の詩』（2020年） - 監督。初の長編ドキュメンタリー作品。
- 『銀幕の詩』（2022年） - 監督・脚本。

## 著書
- 『安くてもスゴイ！ジェネリック家電の世界』集英社
- 『爆発しないケータイをください、を中国語で言ってみよう』宝島社
- 『80時間世界一周　格安航空乗りまくり悶絶ルポ』扶桑社
- 『FMラルース999日の奇跡』鹿砦社
- 『インターメカニカ 不屈のプランシングブル伝説』DINO BOX
- 『WEEKLY WORLD NEWS JAPAN presents　Jエスパーズ緊急サミット』ポニーキャニオン
- 『詩の歌 CDブック』ラルースパブリッシング

## レギュラー出演番組
- 近兼拓史のウィークリーワールドニュース（ラジオ大阪 2014年7月-2025年6月30日、月曜24:00-24:30(初期)22:00-22:30(末期)。805たんば　2019年7月-　日曜21:00-、RFラジオ日本 水曜23:30-、MID-FM 金曜19:30-。白銅一社提供）
- Blue Ocean（TOKYO FM、ゲストコメンテーターとして不定期出演）
- 週末ココいこ!おっ!サンなび（サンテレビ、2012年3月 - 2013年9月）
- おてんこしゃんこ（チバテレビ、2012年1月 - 2012年9月）

## 主な執筆媒体
- 週刊プレイボーイ
- 東京スポーツ
- ウィークリーワールドニュース（米版、日本版）
- モノ・マガジン
- 週刊SPA!

## 受賞歴
- 2005年 - モノ・マガジン乗物部門年間大賞・企画賞
- 2008年 - バットボーイ・アワード[12]
- 2009年 - バットボーイ・アワード
- 2010年 - バットボーイ・アワード